# 中原杏
中原杏（日语：／ Nakahara An，2月8日—），日本漫畫家。

## 經歷
岡山縣出身，2000年以〈スイートレッスン〉刊登於《CiaoDX》出道。
2006年以《偶像宣言》榮獲第52屆小學館漫畫賞的兒童向部門賞 。
2016年在推特上發表生產的消息。